# سرودخوان سن آندرس

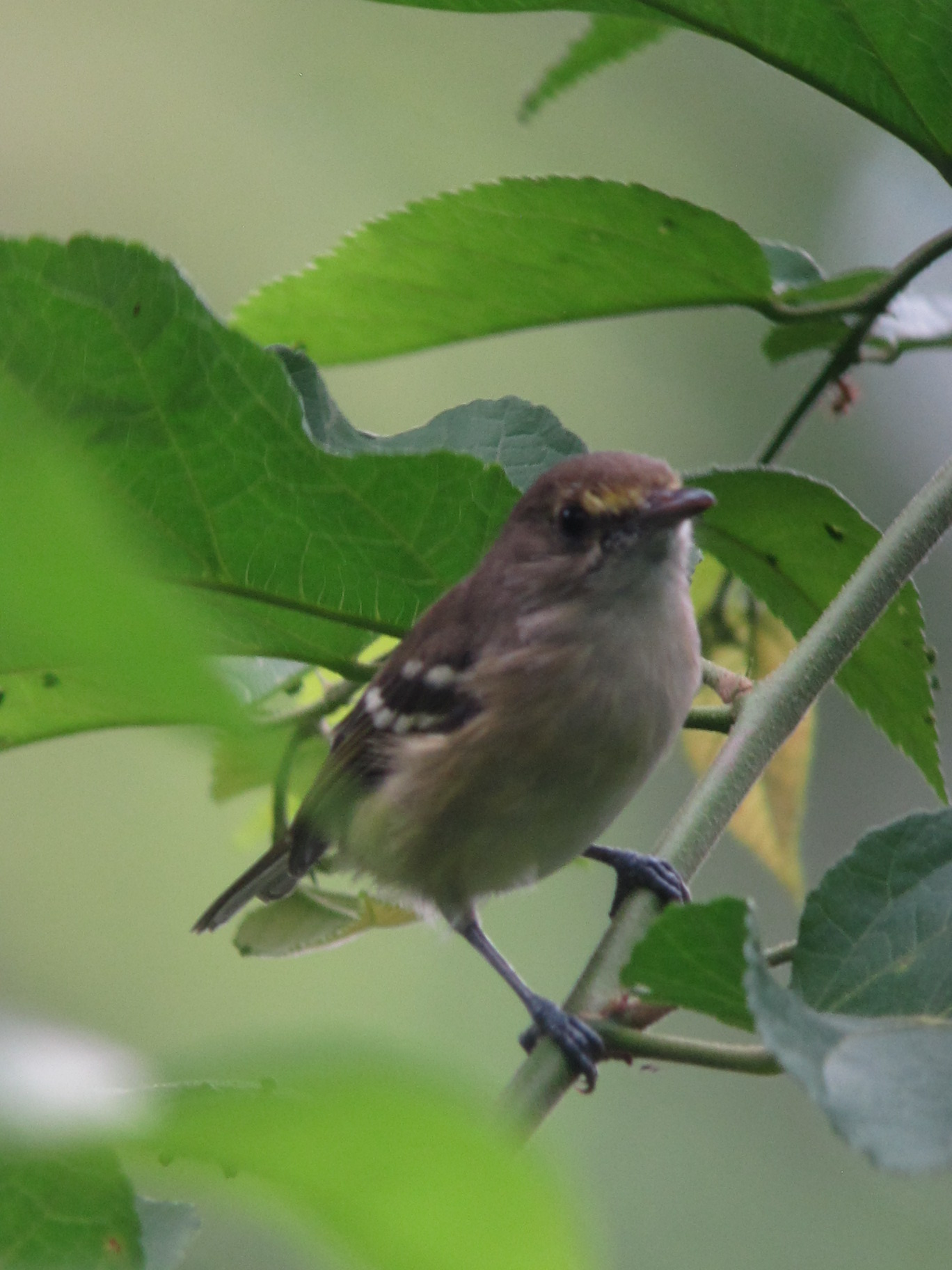
سرود خوان

سرودخوان سن آندرس(نام علمی: Vireo caribaeus) نام یک گونه از سرده سرودخوان است.